# پناهگاه (فیلم ۲۰۱۴)
پناهگاه (انگلیسی: Shelter) یک فیلم در ژانر درام به کارگردانی پل بتانی است که در سال ۲۰۱۴ منتشر شد.